# ГАЕС Хохот
ГАЕС Хохот (呼和浩特抽水蓄能电站) — гідроакумулювальна електростанція на півночі Китаю у провінції Внутрішня Монголія.
Нижній резервуар створили у річищі річки Halaqin (Xiaohei, права притока Dahei, котра, своєю чергою, є лівим допливом Хуанхе). Розташовану в гірській ущелині ділянку річища обмежили з двох сторін греблями з укоченого бетону. Нижня має висоту 73 метри (при довжині 236 метрів), тоді як висота верхньої споруди становить 58 метрів. Між ними утворилося водосховище з об'ємом 7,1 млн м3 (корисний об'єм 6,8 млн м3) та коливання рівня поверхні в операційному режимі між позначками 1355 та 1400 метрів НРМ (під час повені до 1400,4 метра НРМ).
Верхній резервуар штучно спорудили на вершині гори на лівобережжі Halaqin. Його  оточує кільцева кам'яно-накидна споруда з асфальтобетонним облицюванням висотою до 44 метрів, довжиною 1818 метрів та шириною по гребеню 10 метрів. Вона утримує водосховище з об'ємом 6,8 млн м3 (корисний об'єм 6,7 млн м3) та коливання рівня поверхні між позначками 1903 та 1940 метрів НРМ.
Резервуари розташовані на відстані 1,7 км один від одного. Між ними знаходиться підземний машинний зал, сполучений із верхньою водоймою за допомогою двох тунельних трас, котрі складаються з тунелю діаметром 6,2 метра та похилого напірного водоводу зі спадаючим діаметром від 5,4 до 4,6 метра (водоводи у підсумку розділяються на два патрубки діаметрами по 3,2 метра). З нижнім резервуаром машинний зал сполучають чотири тунелі діаметрами по 5 метрів.
Основне обладнання станції становлять чотири оборотні турбіни типу Френсіс потужністю по 300 МВт, які використовують напір від 503 до 585 метрів. Станція має проєктний річний виробіток 2008 млн кВт·год електроенергії при споживанні 2767 млн кВт·год.
Зв'язок з енергосистемою відбувається по ЛЕП, розрахованій на роботу під напругою 500 кВ.